# CDBurnerXP
CDBurnerXP je vypalovací software pro Windows napsaný ve Visual Basic .NET a šířený jako freeware. Z důvodu použití proprietárních knihoven nemůže být program šířen pod svobodnou licencí, ačkoliv část zdrojového kódu byla uvolněna .
CDBurnerXP umí vypalovat CD-R, CD-RW, DVD-R, DVD-RW, DVD+R, DVD+RW, Blu-ray, HD DVD, hudební soubory (WAV, MP3, FLAC, Windows Media Audio a Ogg Vorbis) ve formátu Red Book. Dále umí vytvářet a vypalovat ISO obrazy, včetně bootovatelných.